# Queeruption
Queeruption es una fiesta internacional del homocore, que tiene lugar anualmente y en la que se reúnen homosexuales de todo el mundo para intercambiar información, organizarse, inspirar y ser inspirados, se autorrepresentan, y se fijan metas e ideas basadas en la ética Do it yourself. Durante la noche, se muestran los talentos del queer; hay bandas del género punk y bailarines, mientras que durante el día se suceden las manifestaciones y los talleres de trabajo. El Queeruption generalmente tiene lugar en diferentes ciudades de diferentes países del mundo.

## Lista de Reuniones
- Queeruption 1 1998 Londres
- Queeruption 2 1999 New York
- Queeruption 3 2001 San Francisco
- Queeruption 4 2002 Londres
- Queeruption 5 2003 Berlín
- Queeruption 6 2004 Ámsterdam
- Queeruption 7 2005 Sídney
- Queeruption 8 2005 Barcelona
- Queeruption 9 2006 Tel-Aviv
- Queeruption 10 2007 Vancouver